# Jakub Salon
Jakub Salon est un joueur tchèque de volley-ball né le 5 avril 1982 à Ústí nad Labem (République tchèque). Il mesure 1,93 m et joue pointu.

## Clubs
| Club                         | Pays               | De        | À         |
| ---------------------------- | ------------------ | --------- | --------- |
| Dukla Liberec                | République tchèque | 2002-2003 | 2002-2003 |
| Ústí nad Labem               | République tchèque | 2003-2004 | 2007-2008 |
| VK Vavex Pribram             | République tchèque | 2008-2009 | 2008-2009 |
| Nantes Rezé Métropole Volley | France             | 2009-2010 | 2010-2011 |
| Cambrai VEC                  | France             | 2011-2012 | 2011-2012 |
| Nancy Volley MJ              | France             | 2012-2013 | 2012-2013 |

## Palmarès
- Championnat de Ligue B (1)
  - Vainqueur : 2010